# Course à la direction du Parti québécois de 1985
 (juin 2008).
Si vous disposez d'ouvrages ou d'articles de référence ou si vous connaissez des sites web de qualité traitant du thème abordé ici, merci de compléter l'article en donnant les références utiles à sa vérifiabilité et en les liant à la section « Notes et références ».
La course à la direction du Parti québécois de 1985 afin d'élire un successeur à René Lévesque à la suite de sa démission du poste de chef du Parti québécois. 
Il s'agit de la première course à la direction du PQ où plus d'un candidat se présente.
Le 29 septembre 1985, Pierre Marc Johnson est élu chef dès le premier tour.

## Contexte
En novembre 1984, une crise sans précédent frappa le gouvernement Lévesque. De nombreux ministres, en désaccord avec la nouvelle politique constitutionnelle du Parti québécois, décidèrent de claquer la porte. Dès lors, le leadership de René Lévesque fut grandement remis en question. De nombreux ministres et députés travaillèrent alors en sous-main pour forcer le départ de Lévesque de son poste de chef du PQ et du gouvernement. Le 20 juin 1985, René Lévesque choisit de quitter son poste de chef et de Premier ministre. Il annonce qu'il assurera l'intérim à son poste jusqu'à ce que les délégués péquistes lui aient trouvé un successeur.

## Candidats
6 candidats (dont 2 candidates) se présentèrent pour succéder à René Lévesque,:
- Luc Gagnon : campagne obscure, programme obscur, motivation obscure. En fin peu de choses à retenir de sa campagne. Il a terminé sixième et dernier avec 1,1 % du vote.

- Francine Lalonde : ministre non-élue au sein d'un cabinet Lévesque en pleine déchéance, elle n'a pu gagner l'élection partielle qui l'opposait à Robert Bourassa[6]. Forcé de démissionner de son rôle, elle s'est alors retirée temporairement de la politique pour quelques mois. Lors du déclenchement de la course, malgré les réticences que lui a adressées René Lévesque, Francine Lalonde a décidé de tenter sa chance et de profiter de la tribune importante qu'offraient les différents réseaux de télévision qui couvraient l'événement (ils présentaient les discours des candidats en direct) pour passer un certain message. Sans aucune chance et sans véritable soutien, ni politique, ni financier, elle s'est littéralement fait écraser par la compétition. Elle a terminé au cinquième rang avec un maigre pourcentage de 1,5 %

- Guy Bertrand : candidat affiché de la bannière " pur et dur " du Parti, Bertrand faisait surtout campagne pour la souveraineté, terme presque devenu tabou au sein du parti depuis la crise du Beau Risque. Sa campagne n'a jamais véritablement décollé, confinée au second ordre par les ténors. De plus, lors de son discours final, Guy Bertrand commis une maladresse grave en discréditant de façon sexiste la campagne de Pauline Marois en déclarant qu'elle était candidate « parce que ça prenait bien une femme quelque part ». Il a terminé au quatrième rang avec 2,8 % du vote.

- Jean Garon : à ce moment ministre de l'Agriculture dans le gouvernement Lévesque, Jean Garon profita de l'important capital de sympathie que la loi sur le zonage agricole, qu'il avait lui-même préparée, avait suscitée dans la population en général, et dans le monde régional en particulier, pour faire le saut dans la course. Mais le peu d'accomplissements excepté cette loi lui enlevait de nombreuses chances. Ne jouissant pas du charisme affiché de Pierre Marc Johnson, ni de la jeunesse et de la fougue de Pauline Marois[7], Jean Garon semblait manquer de tonus pour relancer un parti vraisemblablement en manque de vitesse. Il a terminé au troisième rang avec 16,2 % du vote.

- Pauline Marois : à l'époque toute jeune ministre, celle qui avait été chef de cabinet de Jacques Parizeau[8] et qui était alors ministre de la condition féminine sous René Lévesque a effectué une campagne tant fougueuse que surprenante. Affichant une forme splendide pour une femme qui avait commencé la campagne plus tard parce qu'elle venait d'accoucher, elle n'a jamais semblé ébranlée par les attaques des autres candidats ni par l'avance colossale que s'était forgé le clan Johnson. Cette campagne en a fait une star en puissance au sein du Parti Québécois et a lancé la carrière politique qu'on lui connait aujourd'hui. Elle a terminé au deuxième rang avec 19,7 % du vote.

- Pierre Marc Johnson : vedette incontestable de cette course, Pierre Marc Johnson a longtemps attendu sa chance dans les coulisses. Avec des soutiens importants comme Clément Richard[9] ou Michel Clair[10], des moyens financiers imposants et un charisme et un charme politique indiscutable, Johnson partait logiquement avec une longueur d'avance. Sans jamais véritablement filer vers un couronnement, les résultats du vote en sa faveur ont aux yeux de plusieurs observateurs enlevé une légitimité à la course. Il avait avant la course occupé des portefeuilles importants comme celui du Travail, de la Main-d'œuvre et la Justice, Pierre Marc Johnson semblait non seulement le plus apte à occuper le siège de chef mais aussi le plus en position de force pour guider le PQ vers un troisième mandat consécutif (selon les sondages, les électeurs le préféraient à Robert Bourassa comme Premier ministre). Il a remporté la course avec 58,7 % du vote au premier tour.

Il s'est désisté
- Bernard Landry :  vice premier-ministre par intérim en l'absence de Marc-André Bédard[11] hospitalisé à Chicoutimi et ministre des relations internationales au moment du déclenchement de la course. Candidat annoncé à la course à la direction du Parti bien avant que cette course ne soit enclenché, Bernard Landry n'a pu trouver de soutien financier assez fort pour suivre la cadence imposé par l'équipe Johnson. Probablement le seul qui pouvait compétitionner convenablement contre Pierre Marc Johnson dans toute cette course, la campagne de Bernard Landry s'est rapidement essoufflée et il n'a pu supporter de voir Johnson seul en tête sans pouvoir le rattraper. Il s'est retiré de la course le 17 août et n'a appuyé publiquement personne. Il est ensuite devenu ministre des Finances dans le cabinet éphémère de Pierre Marc Johnson.

## Déroulement
Bernard Landry fut le premier à présenter sa candidature suivi de Pierre Marc Johnson, le 5 juillet. Durant toute la campagne les candidats seront appelés à éviter le sujet de la souveraineté. À leur tour, en mi-juillet, Pauline Marois, n'ayant pu se présenter avant puisqu'elle venait d'accoucher, et Guy Bertrand, se présentant comme un pur et dur, se présentent comme candidats. Bernard Landry et Pauline Marois insisteront beaucoup sur des questions économiques mais, le 17 août, Bernard Landry annonce, alors que certains journalistes notent chez lui des signes d'essoufflement, qu'il se retire la course. Par la suite, lors du dévoilement des votes à l'aréna Maurice-Richard le 29 septembre, Pierre Marc Johnson est élu chef du Parti avec 58,7 % des voix.

## Résultats
|  |                     | Premier tour | Premier tour | Second tour | Second tour |
|  | Candidat            | Votes        | Pourcentage  | Votes       | Pourcentage |
|  | ------------------- | ------------ | ------------ | ----------- | ----------- |
|  | Pierre Marc Johnson | 56 925       | 58,7         | -           | -           |
|  | Pauline Marois      | 19 471       | 19,7         | -           | -           |
|  | Jean Garon          | 15 730       | 16,2         | -           | -           |
|  | Guy Bertrand        | 2 733        | 2,8          | -           | -           |
|  | Francine Lalonde    | 1 484        | 1,5          | -           | -           |
|  | Luc Gagnon          | 1 046        | 1,1          | -           | -           |
|  | Totaux              | 97 389       | 100,0 %      | -           | 100,0 %     |

## Sources
- Résultats du vote
- Le déroulement de l'élection